# Eddie Barclay
Eddie Barclay; eigentlich Édouard Ruault (* 26. Januar 1921 in Paris; † 13. Mai 2005 in Boulogne-Billancourt) war ein französischer Musikproduzent und Musikverleger.

## Leben
Édouard Ruault war der Sohn eines Café-Kellners und einer Postangestellten. Während seiner Schulzeit übernahmen seine Eltern das Café de la Poste gegenüber der Gare de Lyon. Sie nahmen ihn 1936 von der Schule, damit er im Café aushelfen konnte.

### Anfänge
Édouard Ruault wurde Barpianist in Pierre-Louis Guérins Nachtclub und nahm, um amerikanischer zu erscheinen, den Künstlernamen Eddie Barclay an. Die Idee zu diesem Namen hatte er von einem Laden in der Avenue de l´Opera, in dem er seine Hemden kaufte. Aus Bewunderung für alles Amerikanische und insbesondere Hollywood ließ er sich auch einen Schnurrbart à la Clark Gable wachsen. Vor dem Zweiten Weltkrieg war er schon mit den Künstlern Django Reinhardt und Boris Vian befreundet, während des Krieges begleitete er Django Reinhardt auf dessen heimlichen Engagements. Das Spielen von Jazz am Klavier hatte er sich nach Kontakten mit Charles Delaunay selbst durch Zuhören beigebracht (er lernte nie Noten lesen). Delaunay gründete im April 1937 das Plattenlabel Disques Swing, das sich auf amerikanischen Jazz spezialisierte. Für das Label machte auch Eddie Barclay Aufnahmen, so etwa sein Piano-Solo Péché-Mignon / Michèle Blues (aufgenommen am 19. Juni 1942).

### Eigene Plattenlabels
Im Februar 1945 gründete der Jazz- und Chanson-Fan Barclay neben einem Club, in dem sich Existentialisten trafen, mit seiner späteren Frau Nicole Vandenbusche die Plattenfirma Blue Star. Als Lagerraum der 78-er Schallplatten diente zunächst ihr Badezimmer und Barclay selbst lieferte die Platten mit dem Motorroller aus. Die ersten Singles wurden live in Guérins Nachtclub als Eddie Barclay et son Orchestre in der Besetzung Hubert Rostaing (Klarinette), Christian Bellest (Trompete), Jack Diéval (Piano) und Jerry Mengo (Schlagzeug) am 1. Februar 1945 aufgenommen; es waren die Titel Goodnight Wherever You Are, A Lovely Day, I’ll Walk Alone, Paper Dolls, Smiles und Blues for Sales. Mit Arthur Briggs (Trompete) und André Ekyan (Saxophon) entstanden am 19. März 1945 noch Body and Soul / You Belong to Me und One O’Clock Jump / Rosetta. 1947 gründete Barclay mit Harry Cooper (Trompete), Jean-Pierre Sasson (elektrische Gitarre) und Bobby Guidott (Bass) seine eigene Jazzband. Die ersten amerikanischen Jazzbands, darunter auch Tyree Glenn & His Orchestra, verpflichtete er im Januar 1947 für das neue Label. Bis März 1947 hatte Django Reinhardt Plattenaufnahmen für das Pariser Label Swing gemacht; ab April 1947 entstanden mit Reinhardt insgesamt sechs Sessions für Blue Star. Die erste Session in der Besetzung Django Reinhardt (Gitarre), dessen Bruder Joseph Reinhardt (Gitarre), Michel de Villers (Altsaxophon), Willy Lockwood (Bass), Eddie Bernard (Piano) und Al Craig (Schlagzeug) fand am 16. April 1947 in den Pariser Pathé-Tonstudios statt. Am 6. Juli 1947 nahm Django Reinhardt seinen Blues for Barclay für Blue Star auf (wiederveröffentlicht auf Pêche à la Mouche: The Great Blue Star Sessions 1947/1953). Aufgenommen wurde es in Barclays Technisonor Studio, das er 1946 von den US-Amerikanern (AFN) übernommen hatte. Im Mai 1949 tauchte er als Mitorganisator des Festival International 1949 de Jazz auf. 1954 war Barclay Mitbegründer des Jazz Magazine, das eine monatliche Auflage von 80.000 Exemplaren erreichte.
Im April 1954 gründete er mit seiner Frau Nicole das Label Barclay Records, das sein Vorgängerlabel Blue Star als Sub-Label weiterführte und sich zunächst auf Jazzaufnahmen im LP-Format spezialisierte. Am 17. April 1954 nahm der Gitarrist René Thomas mit seinem Orchester im Pariser Magellan-Tonstudio acht Titel für die LP René Thomas and his Orchestra auf, die als die ersten Aufnahmen für den Barclay-Katalog gelten. Allerdings erschien diese LP im Barclay-Katalog numerisch erst mit der Katalog-Nr. 84030. Die numerisch erste LP des Katalogs stammte von Posaunist Jimmy Archey mit Georges Arvanitas & Michel Attenoux et son Orchestre (LP Jazztime Paris, B 84001, aufgenommen am 27. Januar 1955).

### Entdeckungen
Barclay Records wurde durch die Zusammenarbeit mit Künstlern wie Dalida (ab 1956), Henri Salvador (1958), Charles Aznavour (1959), Brigitte Bardot (1961), Jacques Brel (1961), Françoise Hardy (1962) oder Juliette Gréco (1972) sowie Johnny Hallyday zum wichtigsten unabhängigen Label für das französische Chanson. Der erste Erfolg war Eddie Constantines Duett mit seiner Tochter Tania bei L'homme et l'enfant (B 70007), das sich ab November 1955 insgesamt 200.000 Mal verkaufte und ab Dezember 1955 für 11 Wochen die französische Hitparade anführte.
Dalidas Debüt fand am 9. April 1956 mit der französischen Version von Stranger in Paradise (Etrangère au Paradis) im Pariser Olympia statt; dort entdeckte sie Eddie Barclay, der bei ihren Plattenaufnahmen als Orchesterbegleitung meistens Raymond Lefèvre einsetzte. Am 8. Februar 1957 kam als dritte Single Bambino / Por favor / Aime-moi / Eh! ben’ (70068) auf den Markt. Diese Aufnahme war mit dem Orchester Lefèvre im neuen labeleigenen Tonstudio (1.800 m²) in der Pariser Rue Hoche 9 entstanden, für das Barclay den gleichaltrigen deutschen Toningenieur Gerhard Lehner (* 26. Januar 1921 in Gera; † 13. Mai 2005) engagiert hatte. Die Platte war ab April 1957 insgesamt 31 Wochen der Nummer-eins-Hit der französischen Hitparade. Am 19. September 1957 bekam Dalida als erste Künstlerin in Frankreich – und auch Barclay Records – die erste Goldene Schallplatte für mehr als 300.000 verkaufter Exemplare von Bambino.
Als Musikproduzenten fungierten Eddie und Nicole Barclay dann erstmals für das Chet-Baker-Quartet „Featuring Dick Twardzik“, das am 11. und 14. Oktober 1955 insgesamt acht Titel für Barclay Records aufnahm. Am 24. Juni 1957 stellte Barclay eine 20 Mann starke Jazzband zusammen, in der bei 14 Titeln Stéphane Grappelli (Violine) oder Kenny Clarke (Schlagzeug) mitwirkten. Quincy Jones, den Nicole holte und zum musikalischen Leiter von Barclay Records machte, charakterisierte Nicole Barclay in seiner Autobiographie als Geschäftstalent und ihren Mann Eddie als „gutaussehenden Orchesterleiter und Komponisten, der das Leben und die Frauen liebte.“
Eddie Barclay war auch der Entdecker von Mireille Mathieu. Sie debütierte am 20. November 1965 im Olympia-Theater im Wettbewerb Palmarès des Chansons, wo Barclay auf sie aufmerksam wurde. Nachdem sie mit dem Olympia-Theater einen Vertrag hatte schließen können, bekam sie im Dezember 1965 auch einen Plattenvertrag von Barclay Records und veröffentlichte noch im selben Monat eine Live-LP von ihrem Olympiaauftritt (LP En Direct de l‘Olympia, 80330; Dezember 1966). Im Juni 1967 erreichte diese LP Platz 14 der deutschen LP-Charts. Ab 1966 spielte Mireille Mathieu für das Barclay-Label ein paar Singles ein; die erste Single war Mon Credo (60683; März 1966), es folgte C’Est ton nom (60684; März 1966). Mon credo entwickelte sich zu einem immensen Erfolg, der sich in ihrem ersten Nummer-eins-Hit in der französischen Hitparade und 1,7 Millionen verkauften Exemplaren manifestierte.
Er entdeckte eine Vielzahl weiterer französischer Talente und produzierte Musik unter anderem für Jacques Brel, der bei Barclay Records ab 1961 seinen Durchbruch hatte. Auch Eddy Mitchell (1960) und die Kelly Family (1984) waren bei Barclay Records unter Vertrag. Die Kellys kamen im Frühjahr 1983 in Paris an, im Winter 1983 spielten sie auf dem Place Saint-Michel, bei schlechtem Wetter in der nahegelegenen Metro-Station. Barcley hatte von den Kellys gehört und war erstmals nach 30 Jahren wieder in die Pariser Métro hinabgestiegen, um ihre Musik zu hören.

### Bedeutung
Zu diesem Zeitpunkt war Barclay Records zum größten Independent-Label in Frankreich aufgestiegen. Im Mai 1966 hatte das Label einen Anteil von 40 % am französischen Pop-Markt. Der im November 1964 von Barclay gegründete Musikverlag „Nouvelles Editions Barclay“ war gleichzeitig der größte unabhängige Musikverlag Frankreichs, über den auch das Original von My Way registriert ist.
Als Barclay sein Label im Juli 1978 an Polygram verkaufte, hatte es bereits 350 Beschäftigte. Er behielt einen Anteil von 20 % und blieb noch bis 1983 Geschäftsführer. 1988 erschien seine Autobiografie Que la fête continue („Damit die Party weitergeht“).
Pascal Nègre von der französischen Universal Music fasste Barclays Leistungen zusammen: „Ohne Eddie Barclay hätte das französische Chanson nicht die heutige Bedeutung.“

## Ehen
Barclay war insgesamt neunmal verheiratet. Hier die Liste der Ehepartnerinnen (in Klammern Ehedauer):
- Michèle Barraud (1945–1947)
- Nicole Vandenbusche (1949–1964)
- Marie Christine Steinberg (1965–1969)
- Béatrice Chatelier (1970–1972)
- Michèle Demazures (1973–1982)
- Danièle Poinsot (1982–1983)
- Cathy Esposito (1984–1987)
- Caroline Giganti (1988–1998)
- Karen Teharuru (Tiare) (ab 2002).

Damit gehört er zu den Prominenten, von denen am meisten Ehen bekannt sind.

Cimitière marin, St. Tropez (Februar 2024).

Seine zweite Frau Nicole Vandenbusche, die in Guérins Nachtclub in seiner Band unter dem Namen Eve Williams sang, gründete mit ihm sein Blue Star-Label und die Zeitschrift Jazz Magazine (1954). Im Dezember 1948 gründete Eddie Barclay die Zeitschrift Jazz News, die auch für Blue-Star-Platten warb. Zusammen mit Charles Delaunay organisierte Nicole Barclay im Sommer 1948 das Pariser Jazzfestival, das ab dem 8. Mai 1949 acht Tage lang stattfand. Barclay war ab 1970 mit Bianca Pérez-Mora Macías liiert und machte sie im März 1971 bei der After-Show-Party des Stones-Konzerts im Pariser L’Olympia mit ihrem späteren Ehemann, dem Sänger der Band The Rolling Stones, Mick Jagger, bekannt.
Eddie Barclay starb in einem Krankenhaus in Paris an den Folgen eines Herzinfarkts. Sein Grab befindet sich auf dem Cimetière marin de St. Tropez; den Grabstein bilden Nachbildungen von Langspielplatten und eine Hülle mit dem Künstlernamen.

## Filmmusik
- 1956: Drei Uhr nachts
- 1958: Jeder Tag birgt ein Geheimnis (Chaque jour a son secret)
- 1964: Jack Clifton jagt Wostok III (Coplan agent secret FX 18)
- 1965: Schieß, solange du kannst (L’arme à gauche)
- 1994: Die Zärtlichkeit des Tigers (Wonderboy)